# 불 (영화)
"불"은 1978년에 개봉한 대한민국의 영화이다.

## 캐스팅
- 임예진 : 순이 역
- 이대근 : 봉구 역
- 현철
- 한은진
- 김상순
- 박원숙
- 장두이
- 박상천
- 배진희
- 윤기식
- 김진항
- 신동기